# Jan Rybarski (chórmistrz)
Jan Rybarski (ur. 7 czerwca 1941 w Czernichowie, zm. 21 listopada 2018 w Krakowie) – polski dyrygent, chórmistrz, organista, pedagog i kompozytor.

## Życiorys
Absolwent Salezjańskiej Średniej Szkoły Muzycznej Organistów w Przemyślu i Państwowej Wyższej Szkoły Muzycznej w Krakowie. W 2001 uzyskał stopień doktora sztuki.
Od 1968 był dyrygentem i kierownikiem artystycznym Chóru Mariańskiego, z którym koncertował w Polsce i na świecie odnosząc znaczące sukcesy, a także organistą w kościele parafialnym NMP z Lourdes w Krakowie. Był także wykładowcą w Papieskiej Akademii Teologicznej. Przez wiele lat prowadził naukę zasad muzyki, historii muzyki i zajęcia ze śpiewu gregoriańskiego w krakowskich seminariach u księży Karmelitów Bosych i w Instytucie Teologicznym Księży Misjonarzy na Stradomiu. Od 1996 piastował przez prawie 10 lat stanowisko dyrektora artystycznego i konsultanta z zakresu chóralistyki przy Polskim Związku Chórów i Orkiestr w Krakowie. Opracowywał też i aranżował utwory na chór, a także komponował. Był twórcą m.in. Fantazji na organy, wydanej przez PWM w Krakowie.

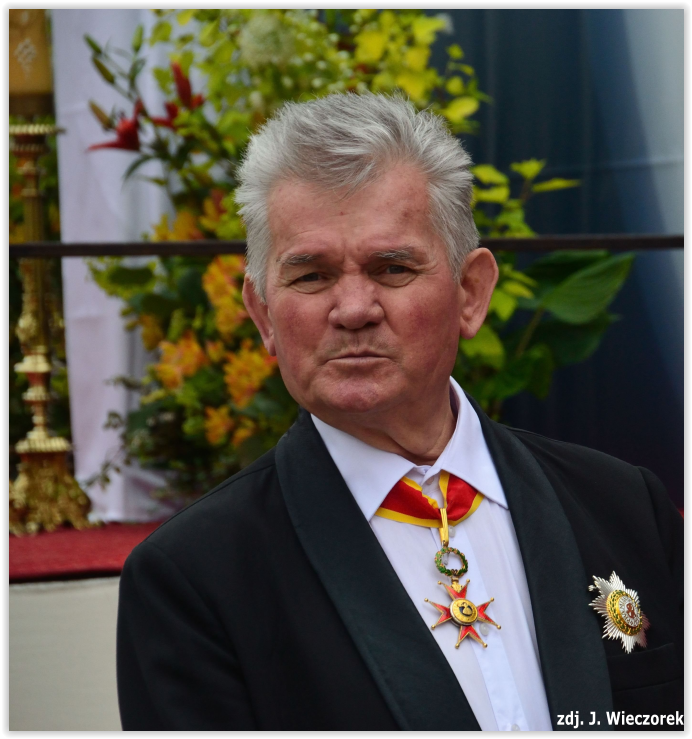
Jan Rybarski z odznaczeniami, 26 maja 2016

Został pochowany na cmentarzu Rakowickim w Krakowie.

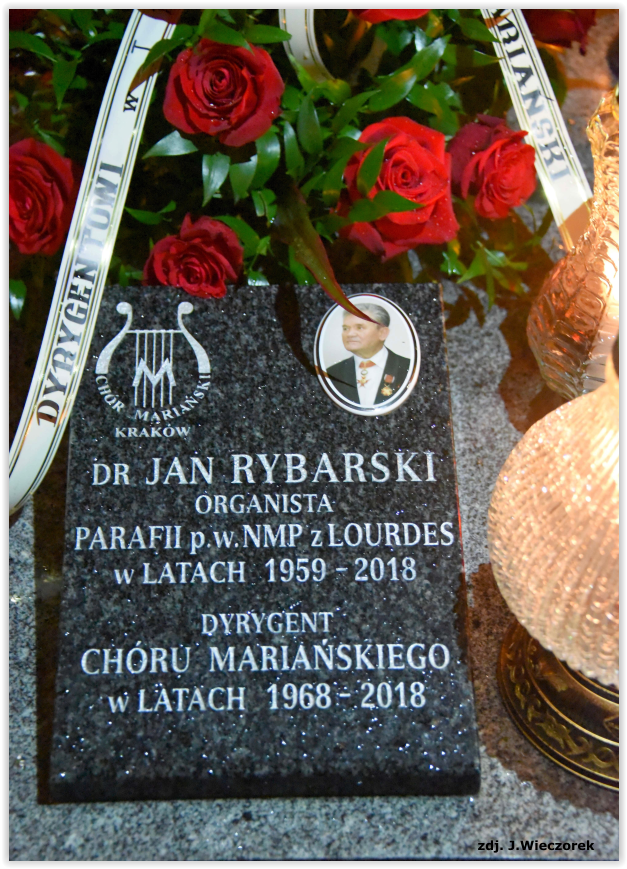
Tablica nagrobna

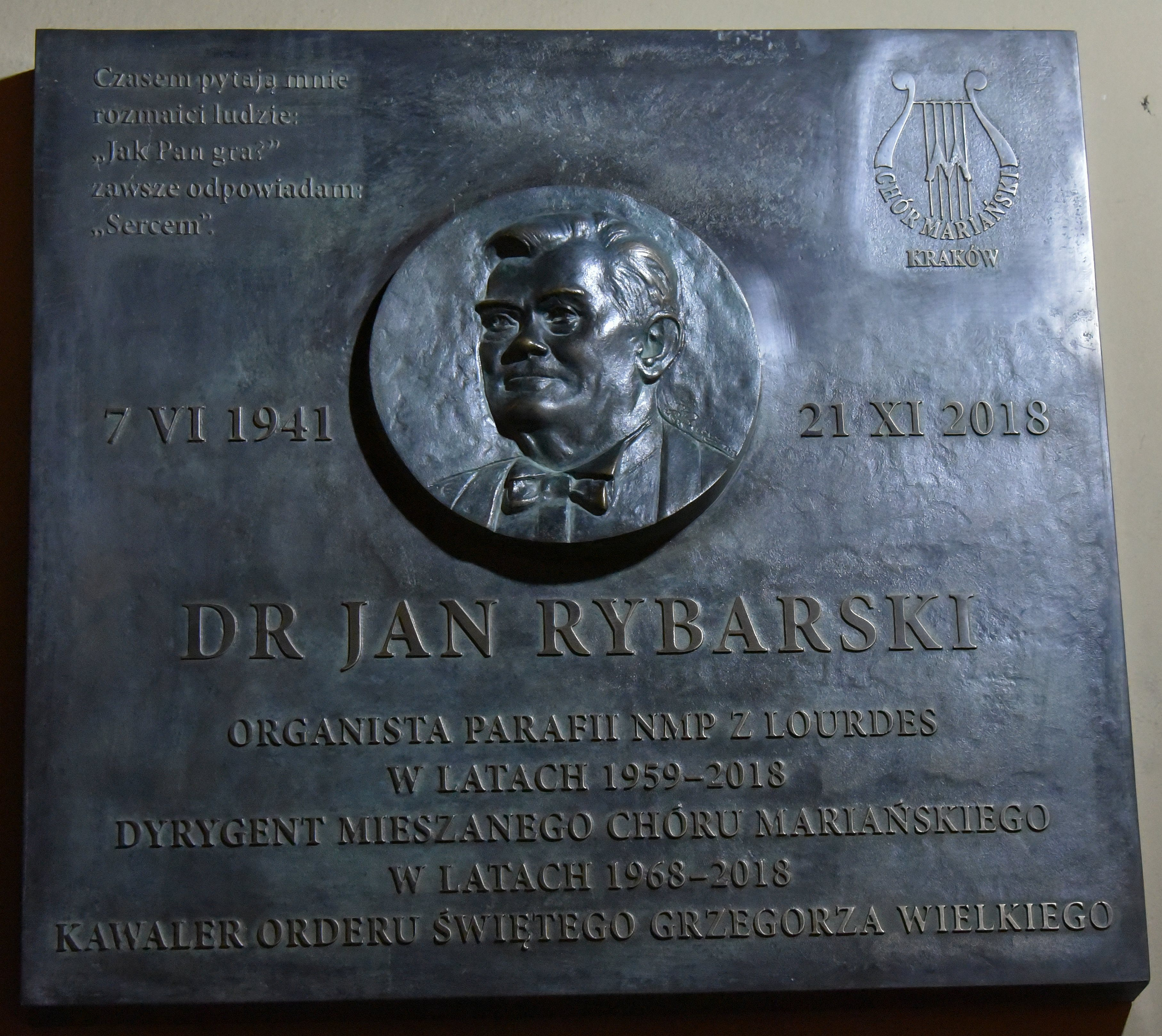
Tablica pamięci w kościele NMP z Lourdes, odsłonięta 11 lutego 2023 r.

## Odznaczenia
Źródło: Parafia NMP z Lourdes w Krakowie, Archidiecezja Krakowska
- 2018 – pośmiertnie odznaczony Krzyżem Kawalerskim Orderu Odrodzenia Polski przyznanym przez prezydenta RP Andrzeja Dudę[7]
- 2015 – Order Świętego Stanisława II klasy nadany przez Wielką Narodową Kapitułę Orderu Św. Stanisława w Polsce
- 2010 – Odznaka „Honoris Gratia”[8]  nadana przez prezydenta miasta Krakowa Jacka Majchrowskiego
- 2010 – Nagroda Prymasa Polski „Srebrna Piszczałka” za wkład w rozwój muzyki religijnej, przyznanej w Warszawie przez Kapitułę Cecylianum
- 2009 – Złoty Krzyż Zasługi nadany przez prezydenta RP Lecha Kaczyńskiego[9]
- 2009 – Złoty Medal Jana Pawła II za zasługi dla Archidiecezji Krakowskiej przyznany przez kardynała Stanisława Dziwisza
- 2009 – Medal „Gloriam Dei Cantare” za całokształt dokonań artystycznych przyznanym przez Federację Cecylianum
- 2006 – Order Świętego Grzegorza Wielkiego przyznany przez Ojca Świętego Benedykta XVI za zasługi dla Kościoła, wręczony przez kardynała Stanisława Dziwisza
- 2003 – Odznaka „Zasłużony Działacz Kultury”
- 2003 – Medal Ministra Edukacji i Sportu
- 2002 – Medal Komisji Edukacji Narodowej przyznany za szerzenie kultury muzycznej
- 2000 – Medal papieski Jana Pawła II „Pro Ecclesia et Pontifice” za zasługi dla muzyki kościelnej i Kościoła, przyznany z okazji 50 rocznicy nieprzerwanej działalności Chóru Mariańskiego (dla chóru i dyrygenta)
- 2000 – Nagroda Prezydenta Miasta Katowic dla najlepszego dyrygenta Ogólnopolskiego Festiwalu Pieśni Chóralnej w Katowicach
- 1995 – Nagroda Wojewody Krakowskiego Tadeusza Piekarza za zasługi w krzewieniu kultury muzycznej